# Sam Zimbalist
Sam Zimbalist (Nova Iorque, NI, 31 de março de 1904 – Roma, Lácio, 4 de novembro de 1958) foi um produtor cinematográfico norte-americano. Ele tornou-se assistente de produção em 1929 e produtor em 1936. Produziu filmes famosos como King Solomon's Mines em 1950 e Quo Vadis em 1951, ambos receberam indicações do Oscar para melhor filme.
Zimbalist morreu repentinamente de uma ataque cardíaco enquanto trabalhava para uma das maiores produções da MGM, o épico Ben-Hur, em 1959, recebendo o prêmio para este filme na cerimônia do Oscar.
Casou-se com Margaret C. Donovan em 1924, divorciando-se em 1950. Depois, em 1952, Zimbalist se casou com a modelo e atriz Mary Taylor.

## Filmografia parcial
- Married Before Breakfast (1937)
- London by Night (1937)
- Navy Blue and Gold (1937)
- Paradise for Three (1938)
- The Crowd Roars (1938)
- Tarzan Finds a Son! (1939)
- Lady of the Tropics (1939)
- These Glamour Girls (1939)
- Boom Town (1940)
- Tortilla Flat (1940)
- Thirty Seconds Over Tokyo (1944)
- Adventure (1945)
- Killer McCoy (1947)
- Side Street (1949)
- King Solomon's Mines (1950)
- Too Young to Kiss (1951)
- Quo Vadis (1951)
- Mogambo (1953)
- Beau Brummell (1954)
- Tribute to a Bad Man (1956)
- The Catered Affair (1956)
- The Barretts of Wimpole Street (1957)
- I Accuse! (1959)
- Ben-Hur (1959)